# Retablo de la Conversión de San Pablo (Catedral de Orense)
El retablo de la Conversión de San Pablo es una obra realizada por Mateo de Prado y Bernardo Cabrera en 1656. Está ubicado en la Catedral de Orense (Galicia, España).

## Historia

### Contexto
El retablo fue financiado por el deán Gonzalo de Armada y Araujo, fundador a su vez de la capilla en la que se encuentra ubicado. Los Armada tienen sus raíces en la localidad orensana de San Salvador de Vide, lugar donde todavía hoy se conserva, en ruinas, el pazo de la familia, la cual ostentaba una elevada posición social, residiendo el deán en una lujosa casa situada en la actual plaza del Cid, muy próxima a la catedral, mientras que su hermano Juan de Armada ejercía el cargo de corregidor perpetuo de la ciudad (consta documentalmente que en 1672 dio poder al deán para fundar dos capillas colativas). Gonzalo realizó su profesión de fe el 19 de octubre de 1643; ese mismo día el poeta Manuel Bravo de Velasco y Pantoja hizo también su profesión de fe, pasando a ocupar con el tiempo diversos cargos en calidad de canónigo en el cabildo catedralicio. El hecho de que ambos tuviesen un carácter fuerte provocó que terminasen efrentándose por la provisión de cargos en la seo desempeñada por Manuel de Acevedo, conde de Monterrey; tanto Armada como parte del cabildo al que capitaneaba, amparados casi con toda probabilidad por el hermano del deán, se oponían al conde, postura contraria a la del canónigo cardenal Pedro de Lemos Pereira, quien dirigía otra parte del cabildo que estaba a favor de Acevedo, contándose entre sus partidarios Bravo de Velasco, quien el 14 de enero de 1654 sostuvo una acalorada discusión con Armada antes de acceder al cabildo. Según consta en un acta capitular redactada dos días después:: 651–652 

El Sr. Arcediano de Limia Don Pedro de Lemos Pereira propuso como ayer jueves 15 de enero habían entrado a casa del Sr. Brabo de Belasco a las ocho de la noche, cuatro o cinco hombres embozados y estando Brabo de Belasco en cama achacoso de la gota, en el cuarto en que estaba entraron dos de ellos y le dieron cinco estocadas de muerte, de que está muy apretado y con pocas esperanzas de vivir […] y porque se presupone que antes de dhas heridas el Sr. D. Manuel y otro Capitular de esta Iglesia habian tenido palabras descompuestas […] se presume tenga parte en dichas heridas […] y se nombra al Sr. Arcediano de Orense Don Antonio de Espinosa y a Don Andrés Ferreira, Cardenal para que en nombre del Cabildo vean al Sr. Corregidor de esta ciudad y le encarguen proceda en materia tan grave […].: 652 

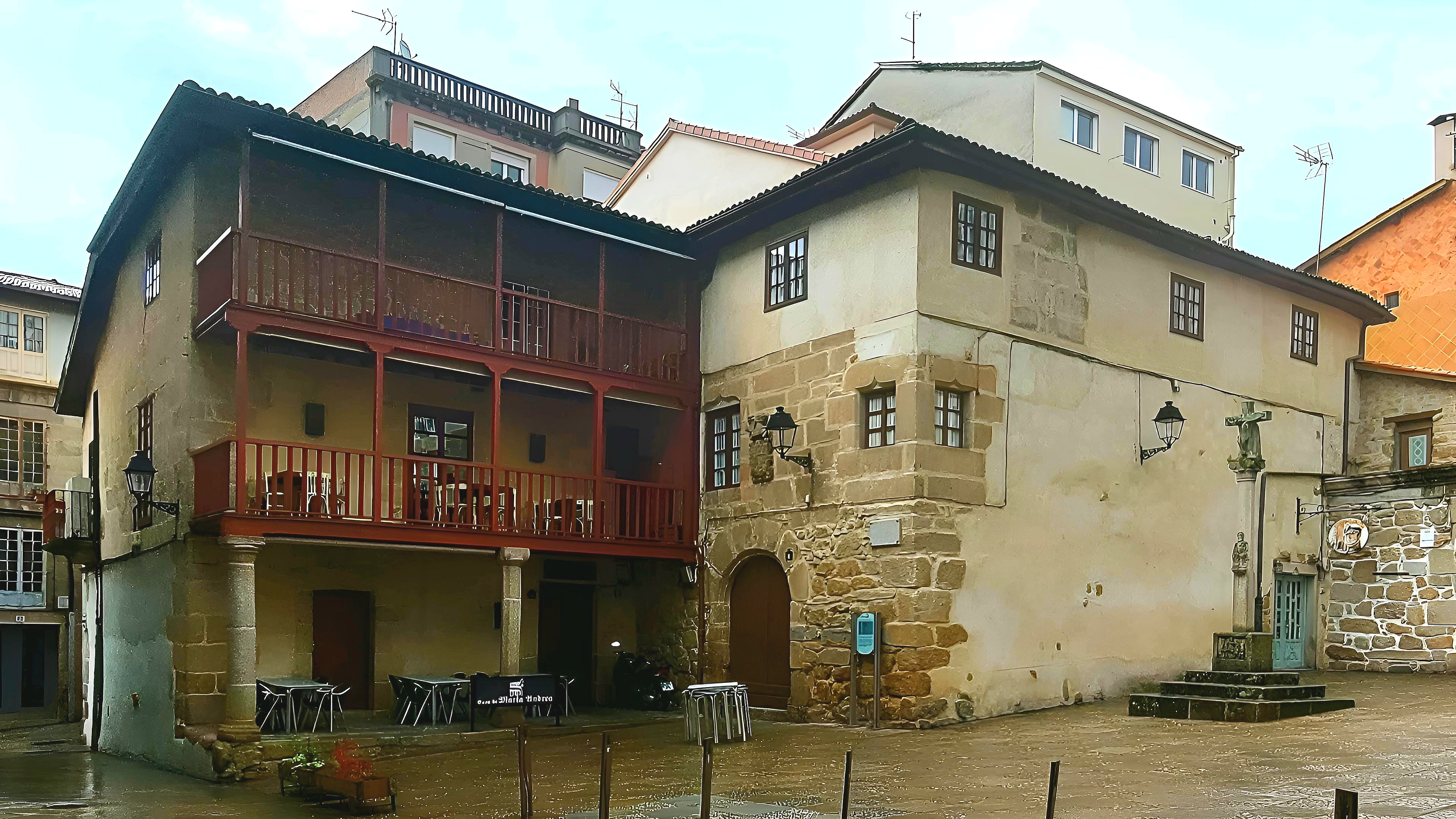
Casa de Armada. Plaza del Cid, Orense.

Pese a la seriedad de las heridas, estas no resultaron mortales, autorizando el cabildo a Bravo de Velasco el 6 de febrero a oficiar misa en la Iglesia de la Compañía (actual Iglesia de Santa Eufemia). No obstante, la disputa alcanzó gran notoriedad y en poco tiempo empezaron a surgir bandos, suplicando el abad de Celanova al cabildo que «se de licencia para introducirse en la composición entre el Sr. Don Manuel Brabo y el Sr. Dean por averselo avisado asi el Corregidor desta ciudad y ser servicio a N. Señor la paz y quietud entre Capitulares Hermanos […]». En la respuesta del cabildo, plasmada en un acta capitular con fecha del 26 de octubre de 1624, queda establecida la participación en el intento de asesinato de Alejandro Laso Calderón, sobrino del deán:: 652 

[...] el Sr. Arcediano de Limia propuso como por el mes de enero pasado el Cabildo avia escrito al Sr. Marques de Taraçona dandole cuenta de las heridas que de noche avian dado al Sr. Don Manuel Brabo y que entre los indicados resultaba ser uno de ellos Don Alexandro Laso sobrino del Sr. Dean: que sin averse purgado del delito siendo tan grave y publico avia entendido pretendia entrar en el canonicato que vaco por muerte del Sr. Canonigo Rojas […] que parece inconveniente el entrar en la Iglesia por esperarse de su condición natural muchas inquietudes.: 652 

A pesar de todo, los apoyos con los que contaba Armada eran fuertes y el 4 de noviembre de 1658 Calderón adquirió el cargo de coadjutor de futura sucesión al canonicato que ostentaba el deán, quien al igual que otros religiosos del momento no era en su vida personal un ejemplo de rectitud; tenía seis hijos (tres hombres y tres mujeres), todos ellos legitimados por el rey Felipe IV en dos cédulas reales otorgadas en Madrid respectivamente el 19 de mayo de 1652 y el 12 de diciembre de 1660, quedando constancia de este hecho en su testamento:: 651–652 

Sepan quantos esta carta de Manda y testamento ultima y postrimera voluntad bieren como yo el dotor Don gonçalo de armada araujo dean y canonigo […] y por quanto yo e lejitimado por su magestad a D luis antonio, jose y francisco de armada y losada y arauxo Mis hijos por averlos procreado siendo clerigo en tres mill ducados a cada uno mill segun consta de la lejitimacion y cedula de su Majestad que Dios guarde su fecha en Madrid a diez y nueve de mayo de mili y seiscientos y cinquenta y dos años refrendada de Antonio Carnero secretario de su Magestad [...] y asimesmo digo que yo tengo y reconosco por mis hixas a bernarda, francisca y Ursula de armada las cuales su magestad se sirvio de lexitimarlas para que le pueda dar mis vienes y acienda dos mil quinientos ducados segun consta de la cedula Real que esta firmada de su Magestad y refrendada de Martin de bilella secretario de su magestad su fecha en Madrid de doce de diziembre de mil sstos. y sesenta años […].: 652 

El deán Armada poseía un carácter fuerte además de ser materialista, haciendo gala de una actitud más laica que religiosa. No obstante, pese a su tumultuoso estilo de vida cabe destacar el sentimiento de vocación sacerdotal y, sobre todo, el motivo de emplear la conversión de San Pablo como advocación de su capilla: el arrepentimiento por su vida disipada y su determinación a rechazar los bienes mundanos. Es preciso tener en cuenta que el acto de penitencia fue uno de los sacramentos más promulgados durante la Contrarreforma a través de las figuras de San Pedro y María Magdalena. En este aspecto, destaca el hecho de que para hacer aún más tangible su arrepentimiento, el deán mandó instalar en su capilla un lienzo representativo de la Magdalena hoy perdido pero documentado en uno de sus testamentos: «[...] Ytem mando que el cuadro de N.a S.a se ponga del otro lado y se saque el de la Magdalena […]».: 652–653 

### Retablo

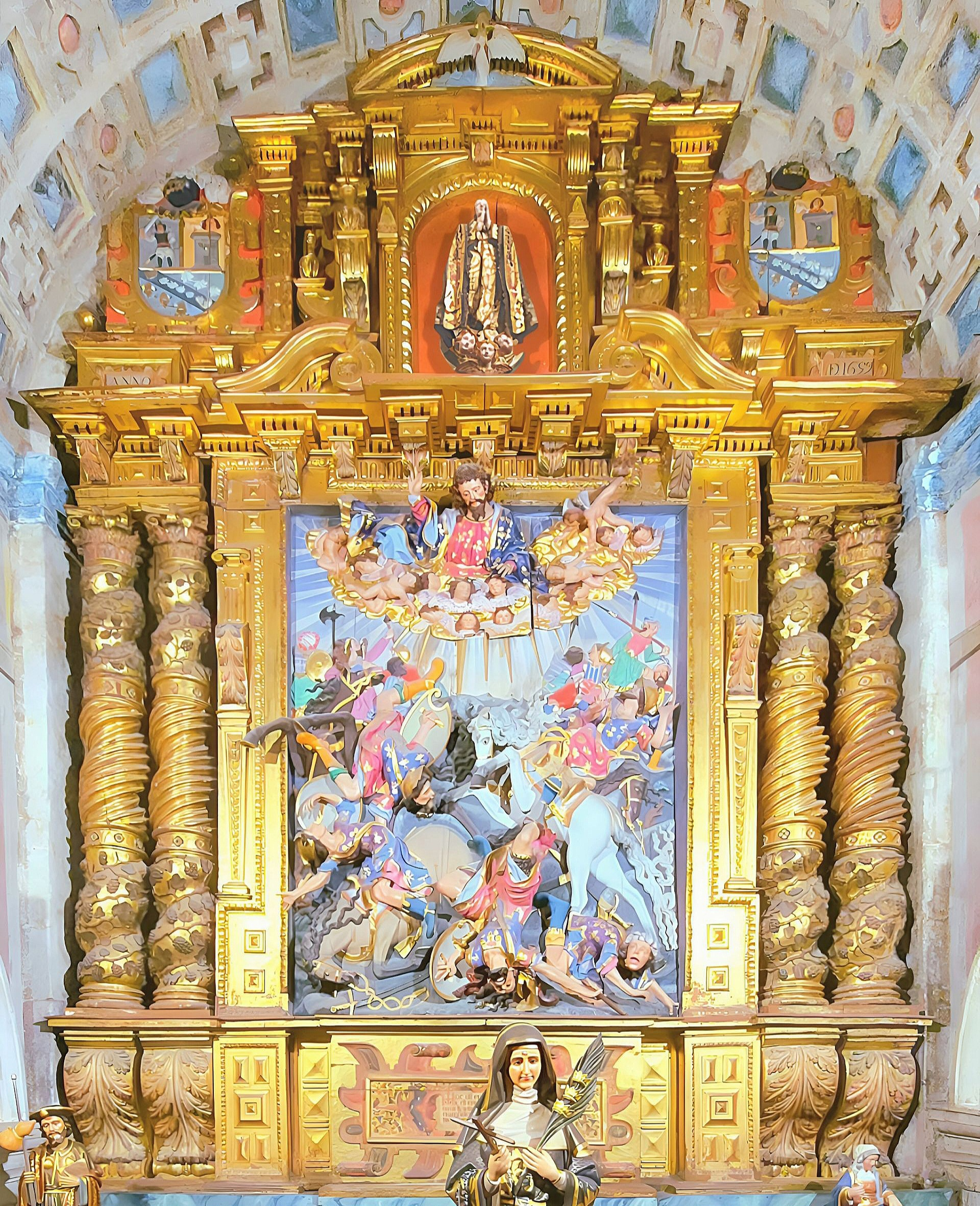
Recreación virtual del retablo con su composición original.

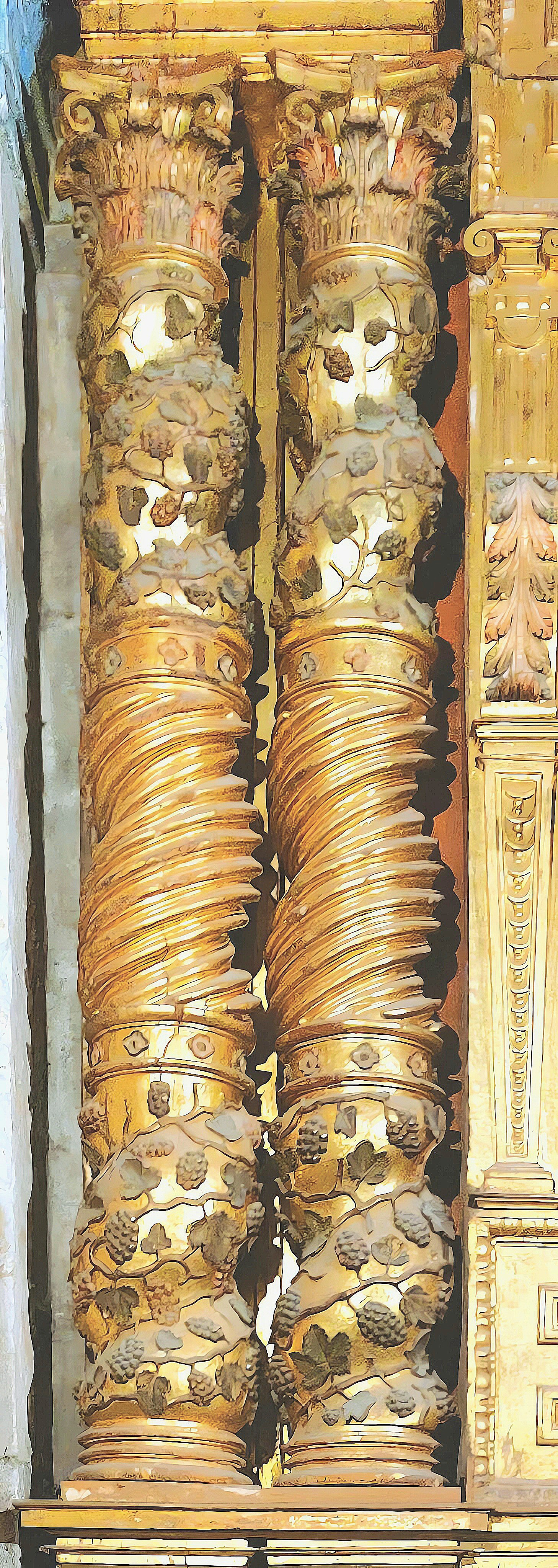
Columnas del lateral izquierdo.

El 13 de febrero de 1656 Armada contrató con Mateo de Prado y Bernardo Cabrera un retablo de dos cuerpos con un relieve de la Conversión de San Pablo para la hornacina central, reservándose la hornacina del ático para una talla de la Inmaculada Concepción; toda la obra fue ajustada en 6000 reales y la misma debía estar a satisfacción y de acuerdo con el platero orensano Isidro de Montanos:: 120 

[...] en el Camino real que sale de la ciudad de Orense, a treçe dias del mes de febrero de mill y seiscientos y cinquenta y seis años […] paresçieron de una parte el dotor Don gonçalo de armada araujo, Dean y Canonigo […] y de la otra paresçieron Bernardo Cabrera, Maestro de Arquitectura y Matheo de Prado maestro de escultor vecinos de la ciudad de Santiago […] dixeron todas partes […] esta tratado y concertado de que dhos maestros an de hacer a su quenta y rriesgo un Retablo […] en la forma y manera siguiente […] a de llenar el retablo toda la capilla […] las quatro colunnas […] que se entienden salomonicas compoestas […] que su altura sera todo lo que fuere necesario […] el cornisamento principal hira resaltado en sus maçisos […] y el segundo cuerpo hira conforme esta en la trasa […] y en los escudos se an de tallar las armas que el dho Dean diere […] y es condicion que las figuras de la caxa principal que dho maestro matheo de prado a de hacer an de ser la Conbersion de San pablo entiendase a de ser la figura principal entera y las demas de medio reliebe y en la caxa pequeña N.a S.a de la Concepcion puesta en un trono de ángeles […] y se entiende que la caja principal donde a de estar la historia de San Pablo a de tener de fondo una tercia [...] y las columnas como estan firmadas en un papel aparte de la trasa de dho dean […] y la demas obra del retablo a de ser y se haga por quenta del dho bernardo cabrera […] y le e de dar y pagar seis mill reales de bellon […] testigos Pedro del Valle, escultor, vecino de Villafranca [...].: 653 : 52 

Respecto a la policromía del retablo, la pintura original data del siglo xvii y corresponde a Martín López Gayoso, si bien toda la obra sería repintada por Ricardo Vilanova en 1861,: 83  proceso que la desfiguró según Manuel Sánchez Arteaga.: 129  Por otro lado, si la elección del episodio de la conversión de San Pablo responde a un sentimiento de arrepentimiento, el motivo del deán de colocar una imagen representativa de la Purísima en el ático pudo ser el juramento de la defensa de la Inmaculada Concepción en un acta del cabildo con fecha del 8 de diciembre de 1651:

[...] Juraron el Misterio de la Inmaculada, en nombre de la ciudad Don Juan Eras Manrique, Corregidor por su Majestad, Don Antonio de Arrojo y Valcárcel, Don Fernando de Deza y Andrade, el Licenciado Álvaro Salgado Sotelo, y Don Francisco Álvarez de Argiz, regidores. Bravo de Velasco hizo de Notario Apostólico [...].: 58–59 

Destaca por su parte la intervención de Cabrera por ser este artista el que introdujo la columna salomónica en tierras españolas en 1625 a través de un retablo destinado a la Capilla de las Reliquias de la Catedral de Santiago de Compostela, pieza destruida en un incendio acaecido el 2 de mayo de 1921 y de la que apenas quedan fragmentos de los pilares, los cuales se conservan en el Museo Catedralicio. Teniendo en cuenta la casi total destrucción del retablo compostelano y el hecho de que antes de 1656 Cabrera ejecutó múltiples obras a día de hoy perdidas, se puede asegurar que el retablo de la Conversión de San Pablo es el más antiguo conservado en perfectas condiciones que alberga pilares salomónicos intactos facturados por el escultor. A mayores, este retablo posee estípites en el primer cuerpo, importante nexo con el retablo de la Capilla de las Reliquias que ayuda a reforzar su calidad artística; en su descripción de la parte alta de esta última pieza Ramón Otero Túñez realizó la siguiente observación: «[...] los cuerpos superiores, por último, agrupan alrededor de una hornacina diez colunas compositas, con architraves y cornisas conforme al arte entre las cuales parecen surgir dos estípites, cuya presencia, si se pudiese comprobar, sería interesante […]». También Antonio Bonet Correa describió esta parte del retablo, resaltando su originalidad:: 653 

[...] en el nicho alto del eje central había pilastras de estípites con capiteles jónicos, que si no fueron todavía manieristas, serían, con los de Moure, en Monforte, uno de los primeros ejemplos barrocos de este tipo en España. Del mismo género son dos ménsulas del nicho de la primera planta. Que tanto unas como otras son de Cabrera parece comprobado por su perfil, que poco tiene que ver con los estípites del siglo xviii, que carecen del pergueño manierista y serliesco de estos […].: 653 

El hecho de que en el contrato figure que las columnas debían ejecutarse «como estan firmadas en un papel aparte de la trasa de dho dean» podría hacer pensar que los pilares salomónicos no fueron realizados por Cabrera, si bien José Hervella Vázquez considera que el motivo que llevó a Armada a imponer esta cláusula fue asegurar y responsabilizar a Prado de la terminación de la obra, esto debido a las dificultades que tuvo que afrontar el deán al momento de encargar el retablo, el cual comisionó por vez primera en 1654 al maestro arquitecto y entallador Sebastián Martínez, entonces ya unido a Prado, no pudiendo ejecutarse por la muerte de Martínez. Con la labor de cantería y la construcción de los sepulcros de la capilla ocurrió algo semejante: en 1654 Armada contrató también con Martínez «dos entierros de piedra labrada, dos escudos, uno en cada entierro y esculpir las letras en la piedra de dichos entierros [...]», obra nuevamente inconclusa por el deceso del escultor, contratando el deán ese mismo año a Antonio Fraiz, quien tampoco la llevó a cabo, por lo que recurrió finalmente al maestro de cantería Pedro Gómez en 1655,: 654  habiendo constancia a mayores de la intervención en la capilla de Bartolomé Ares de Canabal.: 368 

### Capilla

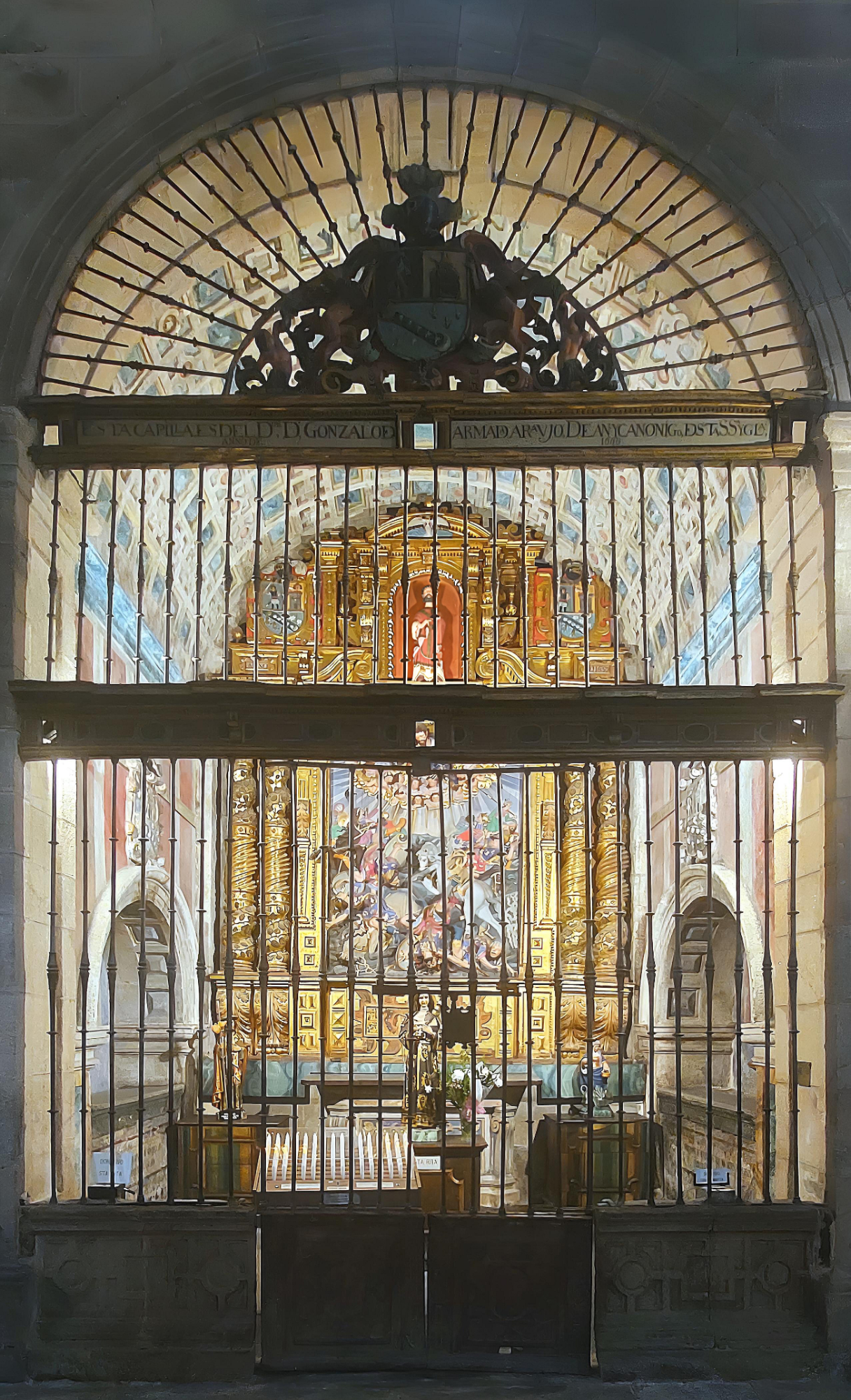
Capilla de la Conversión de San Pablo.

La construcción del deambulatorio de la seo, en cuya zona norte se encuentra la capilla, supuso la modificación del triple ábside original del testero, obra imprescindible para la yuxtaposición de esta área del templo. El principal cometido de dicha labor fue la instalación de una serie de capillas así como de ventanales en la sección superior para dotar de iluminación a la girola, todo ello acorde a la traza de Simón de Monesterio, cuya muerte afectó seriamente a la conclusión de la reforma, la cual, además de variar por completo la primitiva planta de la catedral y de provocar la total e irreparable destrucción de la antigua cabecera (pérdida lamentada por Arteaga), no buscó armonizar la arquitectura grecorromana con la románica original de los siglos xii y xiii.: 101  Inicialmente estaba proyectada la construcción en esta parte de un pequeño recinto circunvalado, destinado a atrio o claustro, que se iba a extender un poco más allá de la cabecera; este espacio recibía el nombre del santo patrón de la seo, San Martín, y en él fueron sepultados numerosos prebendados, varios de los cuales contaban con monumentos o sarcófagos, albergando el resto simples lápidas con inscripciones.: 102 
En el cabildo celebrado el 15 de junio de 1615 se acordó la construcción del deambulatorio, disponiéndose cédulas en todas las partes donde hubiese oficiales con el fin de que fuesen convocados para ajustar la obra. El 18 de mayo de 1618, ante el escribano Gregorio López de Cárdenas, se otorgó la escritura de contrato entre el cabildo y Monesterio, fijándose el precio en 7400 ducados. Las obras comenzaron en 1620, año en que fueron demolidas las capillas absidales menores, dedicadas la del norte a los santos Facundo y Primitivo (anteriormente al papa San Eleuterio) y la del sur a Santa Eufemia, la cual fungía como parroquia y fue en consecuencia trasladada a la Capilla de San Juan, si bien las reliquias de la mártir permanecieron en el sarcófago original, situado en el frontis exterior de la capilla mayor, frente a la sacristía, mientras que las reliquias de los santos Facundo y Primitivo se dejaron en los lucillos correspondientes: uno en lo alto del muro situado junto a la puerta lateral norte de la capilla mayor y el otro al lado de la Capilla del Santo Cristo (los restos de los tres mártires serían trasladados el 23 de junio de 1720 a su emplazamiento actual por disposición del obispo Juan Muñoz de la Cueva).: 102  Cinco de las siete capillas de la girola fueron levantadas siguiendo un mismo diseño, motivo por el que arquitectónicamente son idénticas y tan solo se diferencian en la decoración; las otras dos, ubicadas en los extremos, constituyen realmente arcosolios, motivo por el que son diferentes de las cinco capillas restantes además de poseer unas dimensiones mucho menores.
Respecto a la capilla en la que se ubica el retablo, esta fue enajenada en 1653 por parte del cabildo a Armada en calidad de testamentario de su tío, el también deán Bartolomé, con todas las sepulturas correspondientes hasta la pared de la capilla mayor por un precio de 1000 ducados. Sumado a esto, Armada tenía la obligación de instalar un retablo y una reja de hierro, debiendo a su vez entregar anualmente siete ducados por razón de la oblata. Los sepulcros tanto de Gonzalo como de Bartolomé se ubican en dos arcosolios coronados por las armas del deán y emplazados a ambos lados de la capilla, cuyo patronato a comienzos del siglo xx era ostentado al parecer por el marqués de Santa Cruz de Ribadulla.: 129–130  Armada fue enterrado en la capilla en virtud de su testamento, en el que hizo constar la prohibición de que cualquier otra persona pudiese ser sepultada allí:

[...] mando mi cuerpo a la tierra de que fue formado y que se entierre en el nicho del lado del evangelio, que tiene mi nombre, en mi capilla de la Conversión de San Pablo, donde no se entierre otro nadie, aunque sea el patrón que me sucediere [...].: 120 

## Descripción

### Retablo

#### Arquitectura

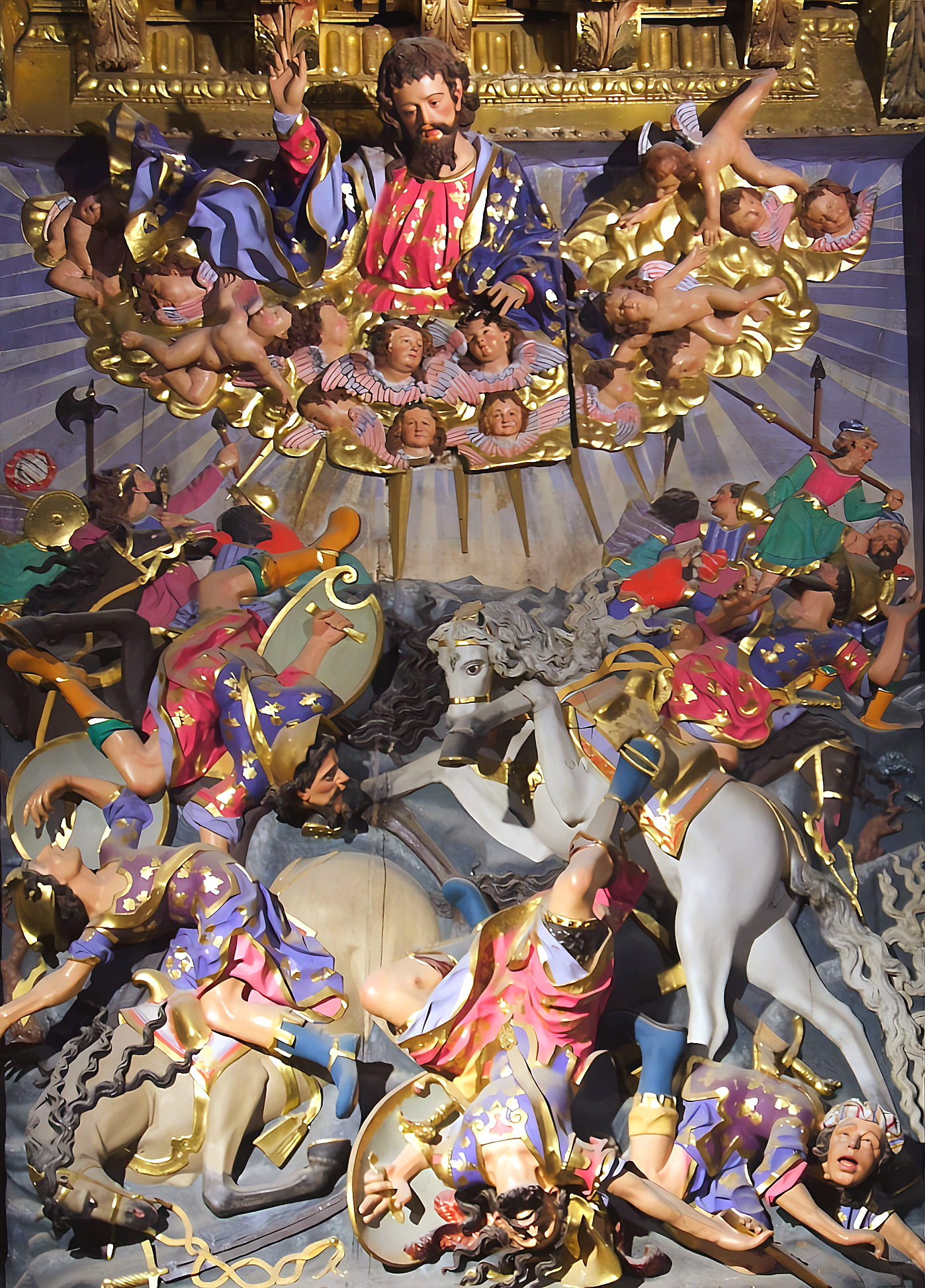
Conversión de San Pablo (1656), por Mateo de Prado.

El retablo, de estilo barroco, se compone de un cuerpo con una sola calle, banco y ático. El cuerpo muestra una escena en relieve enmarcada en una hornacina rectangular flanqueada por dos pares de columnas salomónicas las cuales, coronadas por capiteles de orden compuesto, muestran relieves de racimos y hojas de vid en los tercios superior e inferior y fuste estriado en la parte central. El marco que encuadra la escena muestra a su vez en los laterales una estructura similar a una columna embutida la cual se compone de una pilastra en la zona superior rematada por un capitel jónico, una ménsula bajo ella y, en la sección inferior, un estípite. El banco alberga notables ménsulas de rocalla bajo las columnas, mientras que el ático se apoya en una cornisa escalonada bajo la que se ubican salientes los cuales descansan sobre ménsulas, de rocalla al igual que las presentes en el banco. El ático, en cuya base destacan dos volutas, cuenta con un marco en arco rebajado a modo de hornacina coronado por una cornisa escalonada rematada por un frontón curvo presidido por una imagen del Espíritu Santo bajo forma de paloma, mientras que en los extremos se hallan los escudos del deán, fechados en 1659: 50  tal y como indican sendas inscripciones bajo ellos («ANNO» en el de la izquierda y «D 1659» en el de la derecha). Así mismo, destaca una cartela en el banco con la siguiente leyenda:

Hoc eft enim corpusmeum ic eft enim Calix fanguinis mei noui & aeterni teftamenti: myfteriumfidei: qui provobis & promultis effundeturinremifsionem peccatorum.
Esto es mi cuerpo y este es el cáliz de mi sangre del nuevo y eterno testamento: el misterio de la fe: que será derramada por vosotros y por muchos para remisión de los pecados.

#### Conversión de San Pablo
Respecto al relieve, similar en varios aspectos a la Conversión de San Pablo de la Catedral de Zaragoza, obra de Cristóbal de Honorato el Viejo en el siglo xvii, este está influenciado por Gregorio Fernández en lo relativo a la expresividad del rostro de San Pablo y el movimiento de los ropajes del manto de Cristo, hallándose la temática claramente basada en el relato contenido en los Hechos de los Apóstoles sobre la aparición de Jesús al santo camino de Damasco: «[...] de repente le rodeó una luz del cielo y cayendo en tierra, oyó una voz que le decía: Saulo, Saulo, ¿por qué me persigues? Él preguntó ¿quién eres Señor […]?». La imagen de Cristo aparece en la zona superior en un alto relieve tan pronunciado que alcanza el bulto redondo; elevado sobre nubes, varias cabezas de ángeles lo acompañan en medio de un resplandor dorado consistente en rayos rectos que parten de los nimbos. En las secciones media e inferior aparece San Pablo cayendo de su caballo y circundado por un grupo de soldados con semblante de asombro, siendo la composición en términos generales muy desordenada y caótica, todo ello acentuado por las reducidas dimensiones del marco del retablo, lo que provoca que los personajes se hallen apretujados (al igual que la imagen cristífera, en algunas áreas esta parte del relieve llega a alcanzar el bulto redondo, como las patas del caballo situado a la izquierda). Prado trató en esta obra de acentuar el catácter bondadoso y gentil de San Pablo representando junto a un soldado ataviado como romano a varios judíos luciendo turbantes así como a un hombre de raza negra. De acuerdo con una descripción de Florentino López Cuevillas en Cosas de Orense (1969):: 651 

En la Capilla del Deán Armada la escena de la Conversión de San Pablo es un modelo de confusión y movimiento desordenado; los cuerpos de los hombres están cabeza abajo, las patas de los caballos se alzan saliendo de un montón revuelto de carne, de ropas y de armas, y se ve que el maestro tallista no ha tenido más preocupación que la de agitar totalmente una tropa de jinetes colocando a cada uno de sus elementos constituidos en una posición dramática. Policleto hubiese apartado con horror la vista de este espectáculo, pero el escultor del Altar de Pérgamo, hubiese sonreído satisfecho […].: 651 

#### Inmaculada Concepción
En cuanto al ático, esta sección estaba presidida originalmente por una imagen de la Inmaculada Concepción la cual fue retirada en fecha desconocida y trasladada al Museo Catedralicio, donde se conserva actualmente, siendo emplazada en su lugar una talla de San Pedro del siglo xvi,: 50  pieza que sería retirada en 2024 debido a su reducido tamaño para ser ubicada en su lugar otra talla del santo facturada por el escultor pontevedrés Enrique Pérez Viéitez («Quico de Salceda»), autor también del Belén de la seo; esta nueva imagen, entronizada en una ceremonia presidida por el obispo el 23 de junio, fue sufragada por la asociación Amigos de la Catedral y constituye una réplica fiel de la imagen homónima presente en el Pórtico del Paraíso. Respecto a la talla mariana, de 90 cm de altura y realizada en madera policromada, esta muestra a la Virgen con apariencia juvenil, casi aniñada, estando el rostro, de rasgos suaves, enmarcado por una larga melena ondulada que cae en paralelo sobre los hombros y la espalda.: 52  Los brazos están flexionados y las manos juntas en actitud orante sobre el pecho, rasgo típico de la iconografía inmaculista. De postura frontal, esta figura es deudora del canon impuesto por Fernández, cuyas obras de corte concepcionista se caracterizan por su hieratismo. La Virgen, carente de un velo que cubra su cabeza, viste túnica ceñida con cíngulo y un manto de caída recta y simétrica en cuyos bordes destaca un delicado encaje natural. Los ropajes, adornados con temas florales realizados a punta de pincel (entre ellos la azucena, símbolo de la virginidad de María), presentan un esquema de pliegues angulosos y muy marcados, sobre todo la túnica. La imagen se apoya en un escabel compuesto por una nube con las cabezas aladas de tres serafines y una media luna con las puntas hacia arriba, todo ello sobre una peana barroca ornamentada con volutas.: 52  Cabe destacar que en la provincia de Orense existen al menos tres imágenes casi idénticas a esta: una Inmaculada de 1654 ubicada en el Monasterio de Santa María de Montederramo, obra de Prado; una Inmaculada fechada hacia 1664 conservada en la capilla del pazo de Fradelo (conocido como Casa Grande de Fradelo y actualmente en estado ruinoso), atribuida también a Prado;: 325  y otra Inmaculada, de autoría anónima y fecha desconocida, venerada en la Iglesia de Santa María de Reza.

### Capilla
En lo que respecta a los demás elementos de la capilla, de medio punto con bóveda de casetones policromados en rojo y azul, destaca una escultura de Santa Rita situada en el centro portando un crucifijo en la mano derecha y una palma circundada por tres coronas en la mano izquierda, realizada en 2010 por el escultor portugués Joâo Antunes de Sousa. Del mismo modo, sobresalen a la izquierda dos esculturas: San Vitorio, obra del siglo xvi ubicada en un arcosolio artesonado en el intradós donde se encuentra la tumba de Gonzalo de Armada,: 49–50  y Santiago peregrino, procedente de la Capilla del Santo Cristo y realizada en 2010 por Antunes al igual que la figura de Santa Rita. Anteriormente estuvo ubicada en esta capilla una imagen sendente del apóstol, obra del siglo xviii atribuida a José Ferreiro la cual procede del antiguo Convento de San Francisco (actualmente en el Museo Catedralicio), así como una imagen de vestir del Niño Jesús del siglo xvii portando un banderín con el lema «A LA GLORIA» calado en él, hoy en día emplazada en la Capilla del Rosario. Por su parte, a la derecha, también en un arcosolio artesonado en el intradós, se encuentra una talla de Nuestra Señora de los Dolores del siglo xv,: 50  antaño ubicada junto al Cristo de los Desamparados en la Capilla de la Asunción, y, próxima a ella, una imagen de Santa Marta fechada en el siglo xvii. Bajo el arcosolio donde se ubica la talla mariana figura la inscripción «SEPULCRO DE DN BARTOLOMÉ DE ARMADA QUE DEJÓ SUS BIENES PARA ESTA CAPILLA AÑO 1600.», constando bajo el de la izquierda, parcialmente borrado, «SEPULCRO Y CAPILLA DE DR D GONZALO DE ARMADA Y ARAUJO [...] ESTA SANTA IGLESIA AÑO 1690.», mientras que junto a la reja de entrada se halla una placa dorada la cual informa de que la capilla fue objeto de una labor de restauración por parte de la Fundación BBVA en enero de 2001. 
La reja, elaborada en hierro, fue contratada el 19 de diciembre de 1655 por Armada con el cerrajero y vecino de Orense Pedro Álvarez, a quien se le pagaron «a tres reales y medio la libra gallega en lo que pese». Perfectamente adaptada al hueco de entrada a la capilla, la reja consta de dos cuerpos y ático separados por dos entablamentos de madera policromada. En el primero de ellos y en su base se puede leer: «MARTIN LOPEZ GAYOSO, VECINO DE ESTA CIUDAD, PINTO TODA ESTA CAPILLA».: 122  Por su parte, destaca en el ático el escudo del deán (de excelente factura y presente también, con algunas variantes, en la casa de la plaza del Cid) y en el segundo entablamento la siguiente inscripción: «ESTA CAPILLA ES DEL DR. D. GONZALO DE ARMADA ARAUJO DEAN Y CANONIGo DESTA S.S. YGLA—ANNO DE 1660».: 130  En cuanto al escudo, sostenido por dos leones y coronado por un yelmo empenachado, este luce tres cuarteles, con los dos primeros representando a la familia Armada y el tercero, que ocupa toda la mitad inferior, mostrando las armas de los Araujo: el primer cuartel exhibe a un caballero con armadura blandiendo una espada; el segundo a una dama agitando un pañuelo desde lo alto de un castillo; y el tercero una banda en diagonal de cinco estrellas en hilera con un sol antropomorfo a la izquierda y una media luna, también antropomorfa, a la derecha, acompañada por tres estrellas abajo y tres flores de lis arriba.: 14  Cabe destacar que tanto los escudos del retablo como los ubicados sobre los arcosolios son casi idénticos al que remata la reja; los de los sepulcros lucen estrellas encima de la banda en vez de flores de lis, con el de Bartolomé careciendo del sol y de la luna, mientras que los escudos del retablo muestran las estrellas sobre la banda y las flores de lis por debajo de ella.

## Galería de imágenes

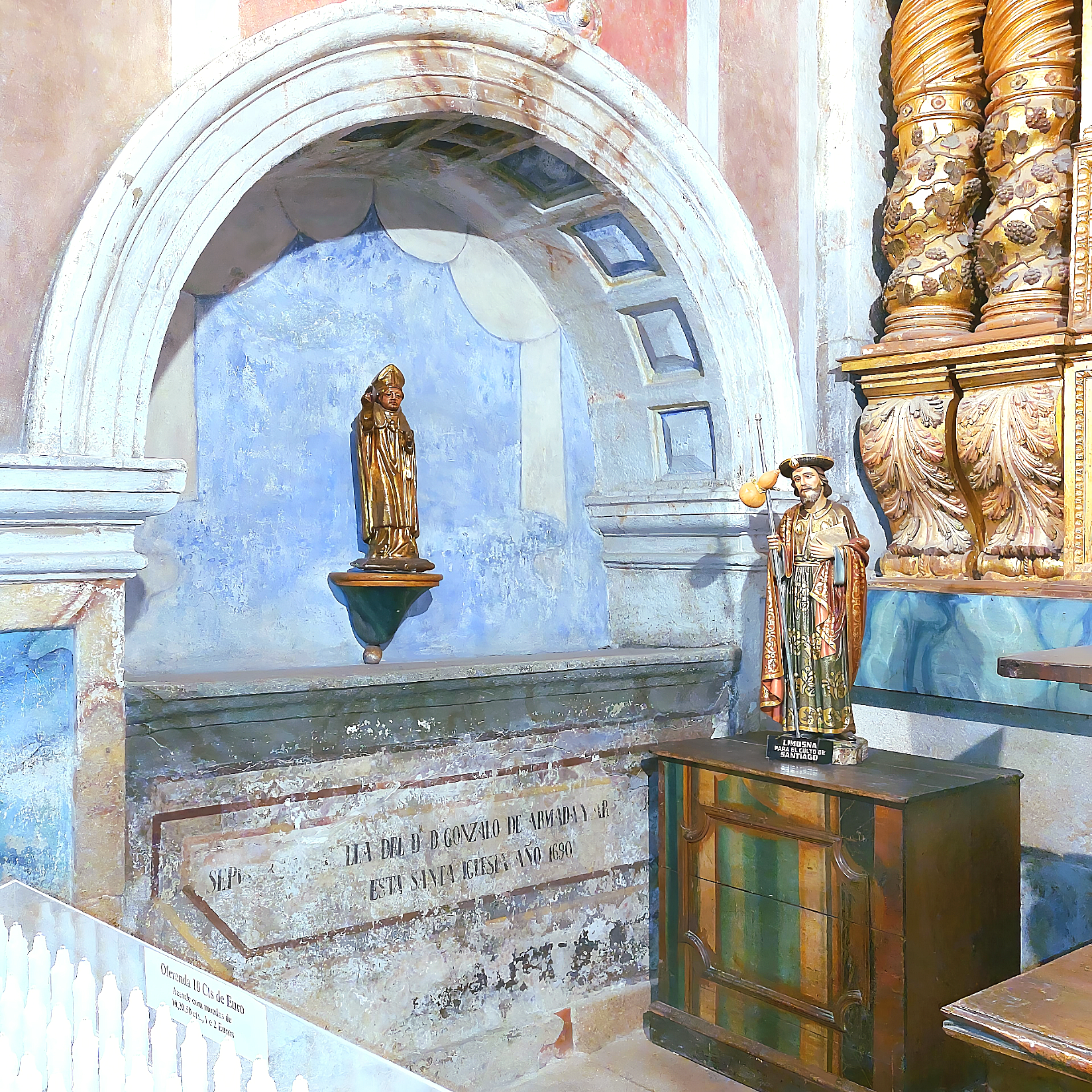
Sepulcro de Gonzalo de Armada y tallas de San Vitorio y Santiago peregrino.
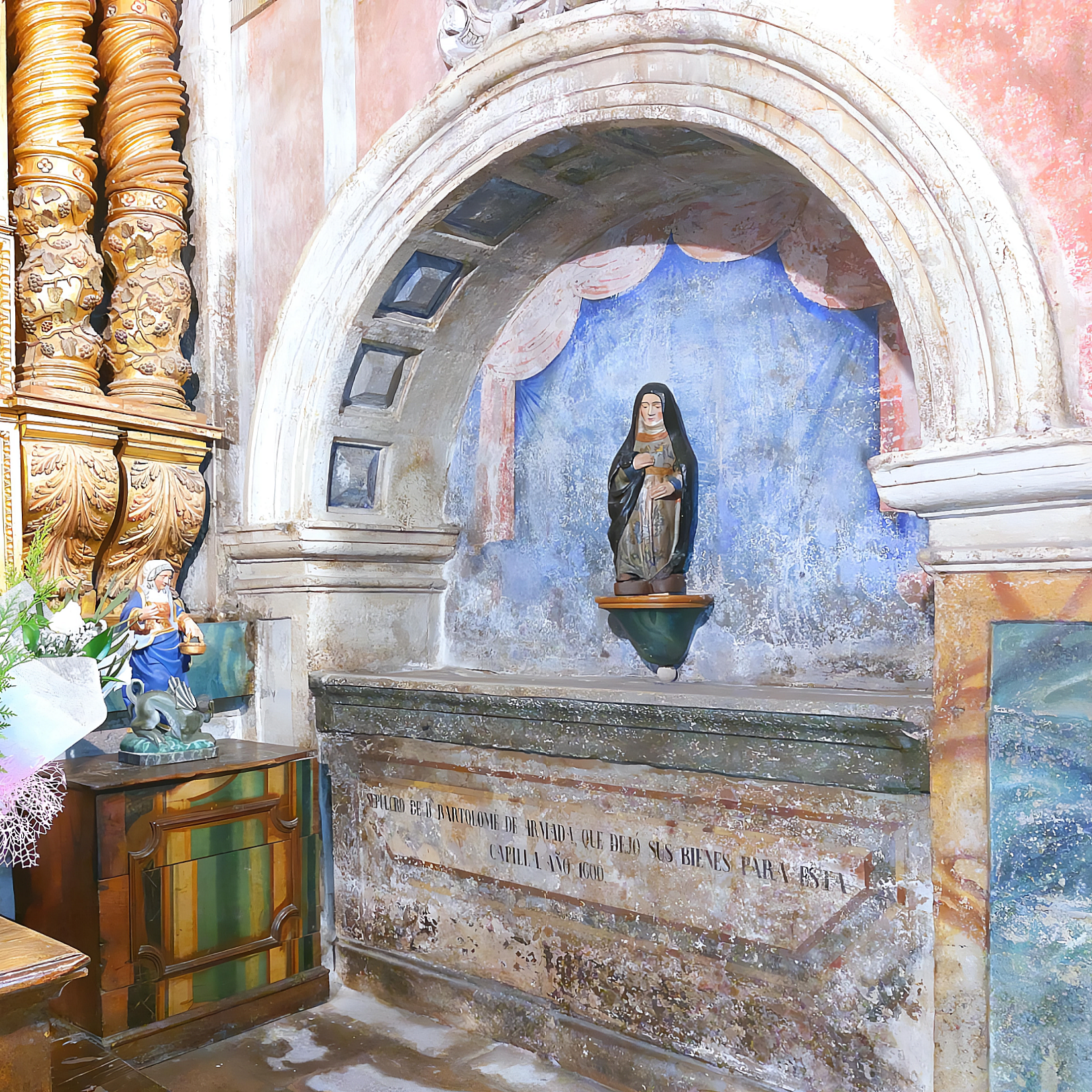
Sepulcro de Bartolomé de Armada y tallas de Santa Marta y Nuestra Señora de los Dolores.
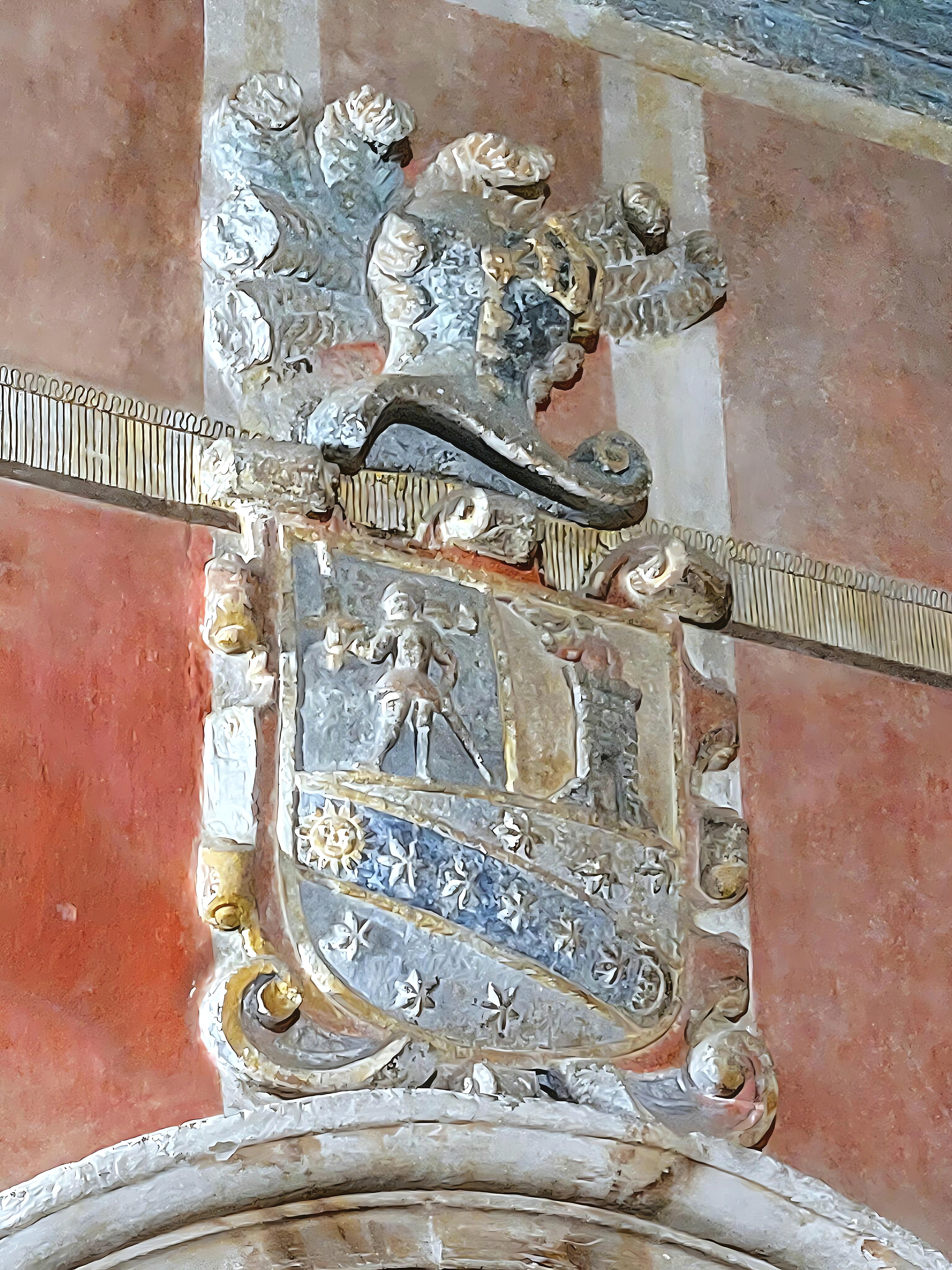
Escudo del sepulcro de Gonzalo de Armada.
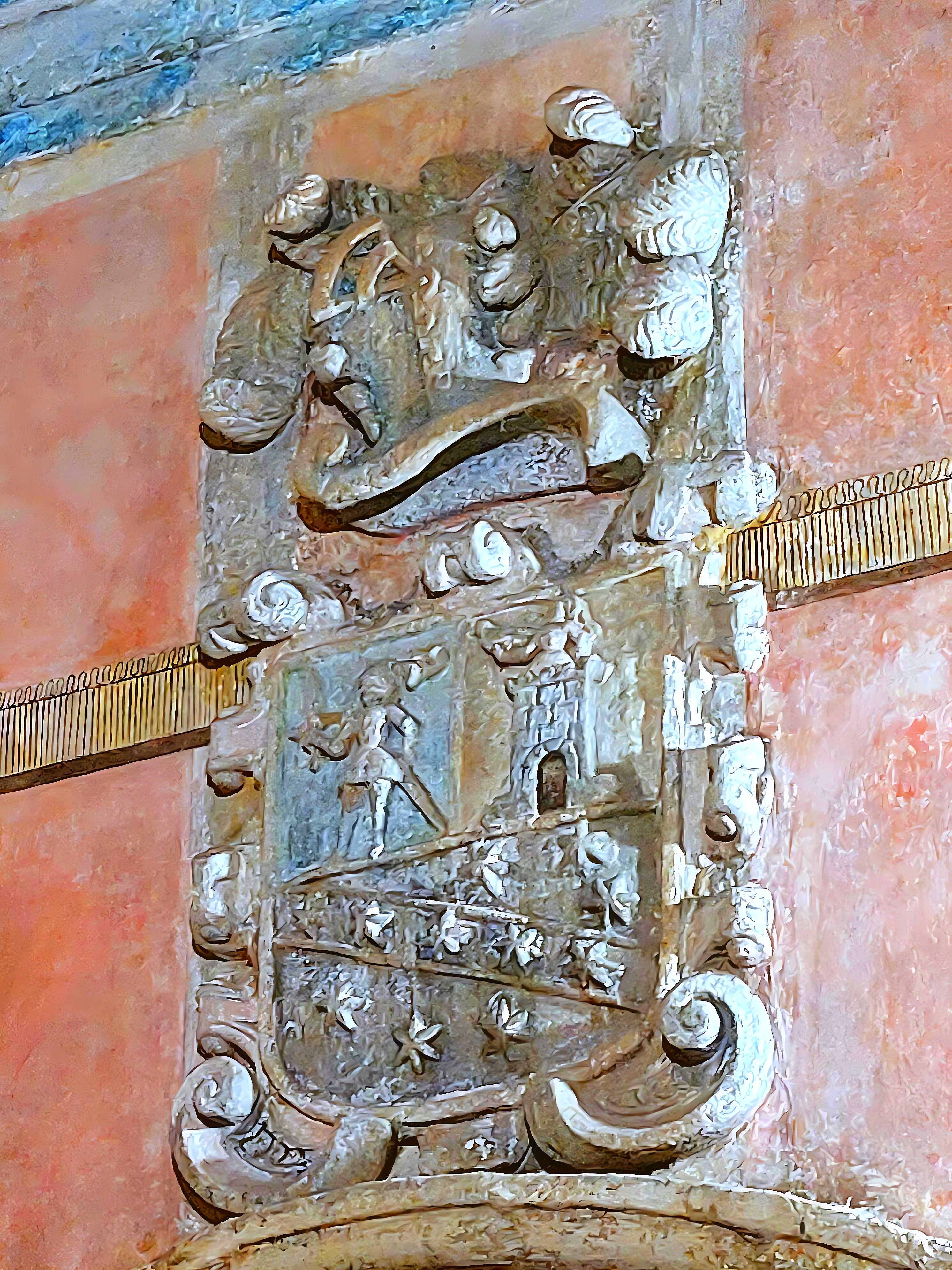
Escudo del sepulcro de Bartolomé de Armada.